# Jason Rowe
Jason Frank Rowe (Canadà) és un astrofísic canadenc de la Universitat de Mont-real, especialitzat en la identificació i caracterització d'exoplanetes, i que liderà l'equip de la Missió Kepler que el 2014 en descobrí 713 pel mètode del trànsit.
Rowe es graduà en física i astronomia el 2000 a la Universitat de Toronto, Ontario, Canadà. El 2003 completà un màster en astronomia a la Universitat British Columbia, Vancouver, Canadà, i s'hi doctorà el 2008. Entre 2007 i 2010 participà en un programa postdoctoral a l'Ames Research Center de la NASA. Entre el 2010 i el 2015 treballà a l'Ames Research Center i des del 2011 també és investigador de l'Institut SETI.
Treballà entre el 2010 i el 2015 a la Missió Kepler de la NASA on identificà més de set-cents exoplanetes. El treball de Rowe fou decidir quins dels candidats a exoplanetes trobats pel telescopi Kepler eren exoplanetes reals. Fins en aquell moment, això requeria mesurar velocitats radials estel·lars amb grans telescopis basats en terra, la qual cosa limitava les confirmacions a no més de 200 per any, a tot el món. Rowe desenvolupà una anàlisi estadística que permet validar centenars d'exoplanetes de manera ràpida i automàtica. En 2014, el seu treball donà lloc a la validació de 715 exoplanetes (713 de nous), duplicant el nombre que es coneixia fins aleshores, entre els quals hi havia el primer semblant a la Terra en zona habitable de la Missió Kepler.
El 2016 rebé la medalla de la NASA Exceptional Scientific Achievement Medal.